# Кордиш-Головко Неоніла Леонтіївна
Кордиш-Головко Неоніла Леонтіївна (1902 — 24 березня 1996, Міннеаполіс, Міннесота, США) — українська вчена-археолог.

## Біографія
Неоніла Леоніївна Кордиш-Головко народилась 1902 року.
У 1930 р. закінчила історичний відділ Київського інституту народної освіти. Ще від 1928 р. працювала студенткою-практиканткою в археологічному відділі Музею ім. Т. Шевченка під керівництвом відомого археолога В. Козловської. В роках 1926–1932 рр. виконувала обов'язки ляборантки при Археологічному музеї Всеукраїнської академії наук. В роках 1932–1935 рр. була аспіранткою відділу археології при Історичному музеї ім. Т. Шевченка. Після закінчення аспірантури працювала в характері наукового співробітника Історичного Музею ім. Т. Шевченка, а в роках 1937–1939 рр. науковим співробітником та завідувачем відділу Трипільської культури при Історичному музеї, який був створений на основі Лаврського Заповідника. У 1939–1941 роках працювала старшим науковим співробітником Інституту археології Всеукраїнської академії наук, а в 1941–1943 роках була завідувачем відділу Трипільської культури в Київському інституту праісторії й ранньої історії в часи німецької окупації.
У 1932 р.брала участь в розкопках Ольвії, а в 1934–1940 роках займалася розкопами Трипільської культури на Київщині та Уманщині.
В 1944 р. еміґрує разом з відступаючими німецькими військами, переїжджає до Мюнхену, де у 1944–1945 рр. була науковим співробітником того ж інституту в Баварії. З приходом американської армії працювала в Мюнхені, де інвентаризує археологічні колекції, вивчезені німцями з музеїв СРСР та України зокрема, готувала їх до відправки до музеїв, з яких вони були вивезені.
Після закінчення Другої світової війни, Н. Кордиш-Головко стала членом Української вільної академії наук в Нью-Йорку, в якій працювала в секції античної історії. Пізніше історичній секції УВАН зорганізовано Кабінет археології й антропології, який очолила Н. Кордиш-Головко.
Після виходу на пенсію підтримувала контакти з УВАН, Українським історичним товариством.
Померла 24 березня 1996 року в м. Міннеаполіс, штат Міннесота, Сполучених Штатів Америки.

## Громадська діяльність
Н. Кордиш-Головко була членом Українського історичного товариства, працювала в Управі організації, працювала консультантом по добору матеріалів з тематики античної історії до журналу «Український історик».

## Науковий доробок
Основні наукові праці: Н. Л. Кордиш-Головко:
- Рибальство трипільської культури. — Аугсбург, 1949.
- Notes on Weaving in the Trypillyan Culture of the Ukraine // The Annals of the Ukrainian Academy of Arts and Sciences in the United States. — New York, 1951. — Vol.1. — №2.
- Stone Age Dwelling in the Ukraine // Archaeology. — 1953. — Vol.6. — №3.